# Lesothská vlajka

Lesothská vlajka
Poměr stran: 2:3

Vlajka Lesotha je tvořena listem o poměru stran 2:3 se třemi vodorovnými pruhy: modrým, bílým a zeleným o poměru šířek 3:4:3. Uprostřed bílého pruhu je černý, stylizovaný basutský klobouk „mokorotlo” o výšce 92 % šířky bílého pruhu. Modrá barva je v systému Pantone označována Reflex Blue C (je tedy stejná jako na vlajce EU, CMYK (10,90,0,0). Zelená barva je definována jako Pantone Green 347 C (CMYK 100,10,100,2).
Vlajka souhrnně vyjadřuje státní motto Khotso, Pula, Nala (Mír, déšť, prosperita). Černá barva klobouku připomíná, že Basutové (Sutové) jsou Afričané. Klobouk mokorotlo je kónického tvaru, vyrábí se ze slámy a jeho vrchol je inspirován tvarem hory Quiloane. Kloboukem se inspirovala i budova v Maseru. Hora je považována za národní památník a míval na ni svou pevnost náčelník Mošeše I., který tam byl po své smrti v roce 1870 i pohřben.
Vlajka Lesothského krále se užívá od roku 2006. Na rozdíl od státní vlajky je vlajkový emblém nahrazen státním znakem.

Rozměry lesothské vlajky
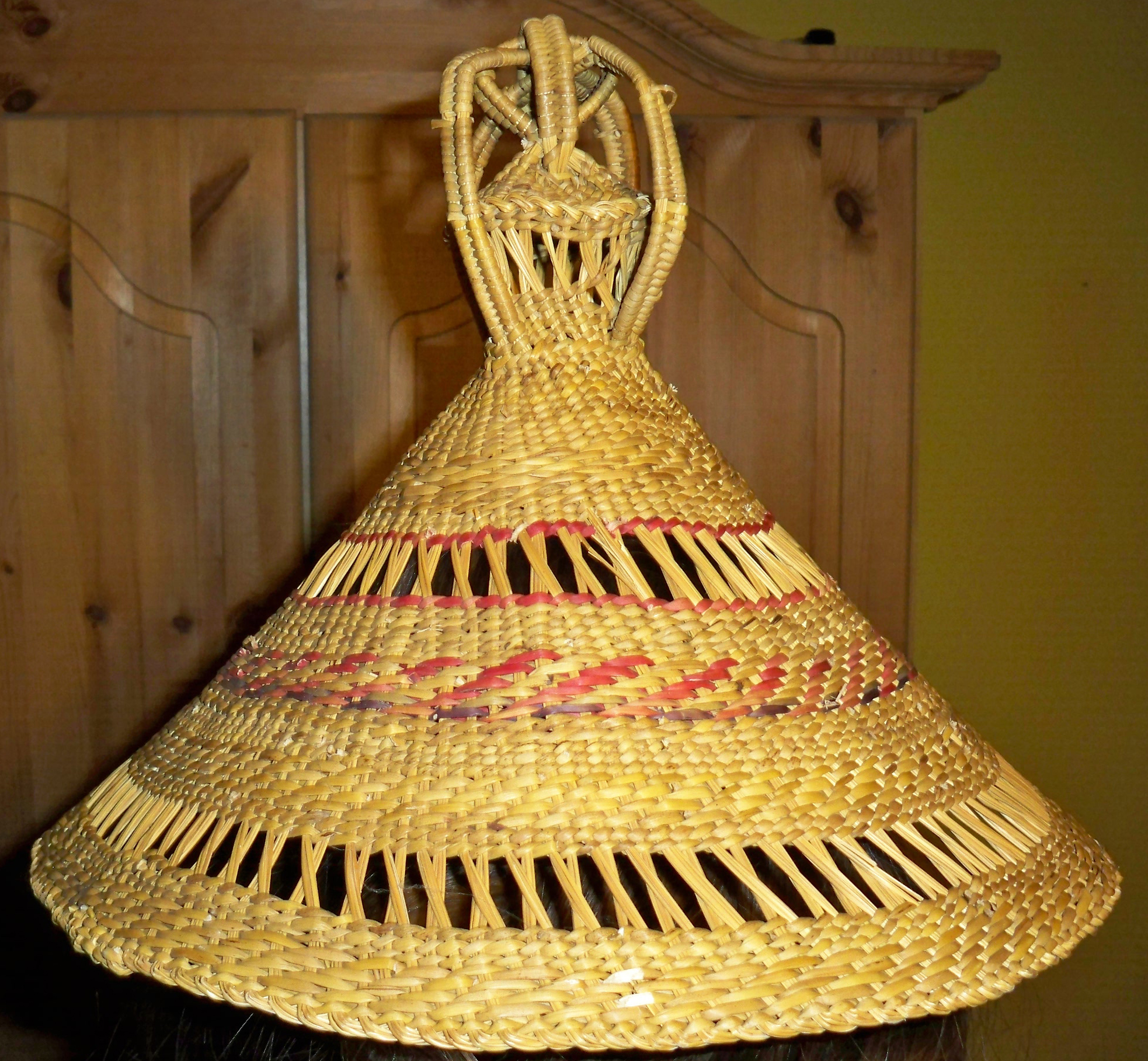
Tradiční basutský klobouk mokorotlo
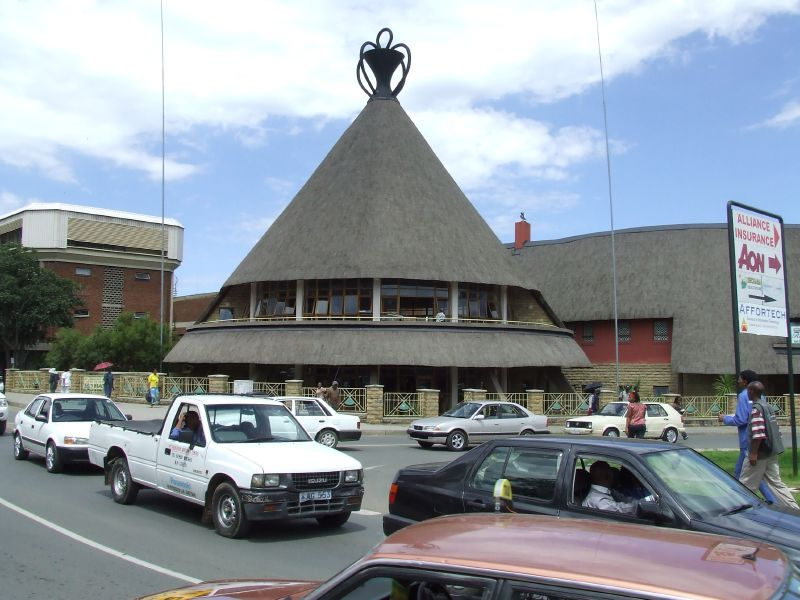
Prodejna basutských klobouků v Maseru
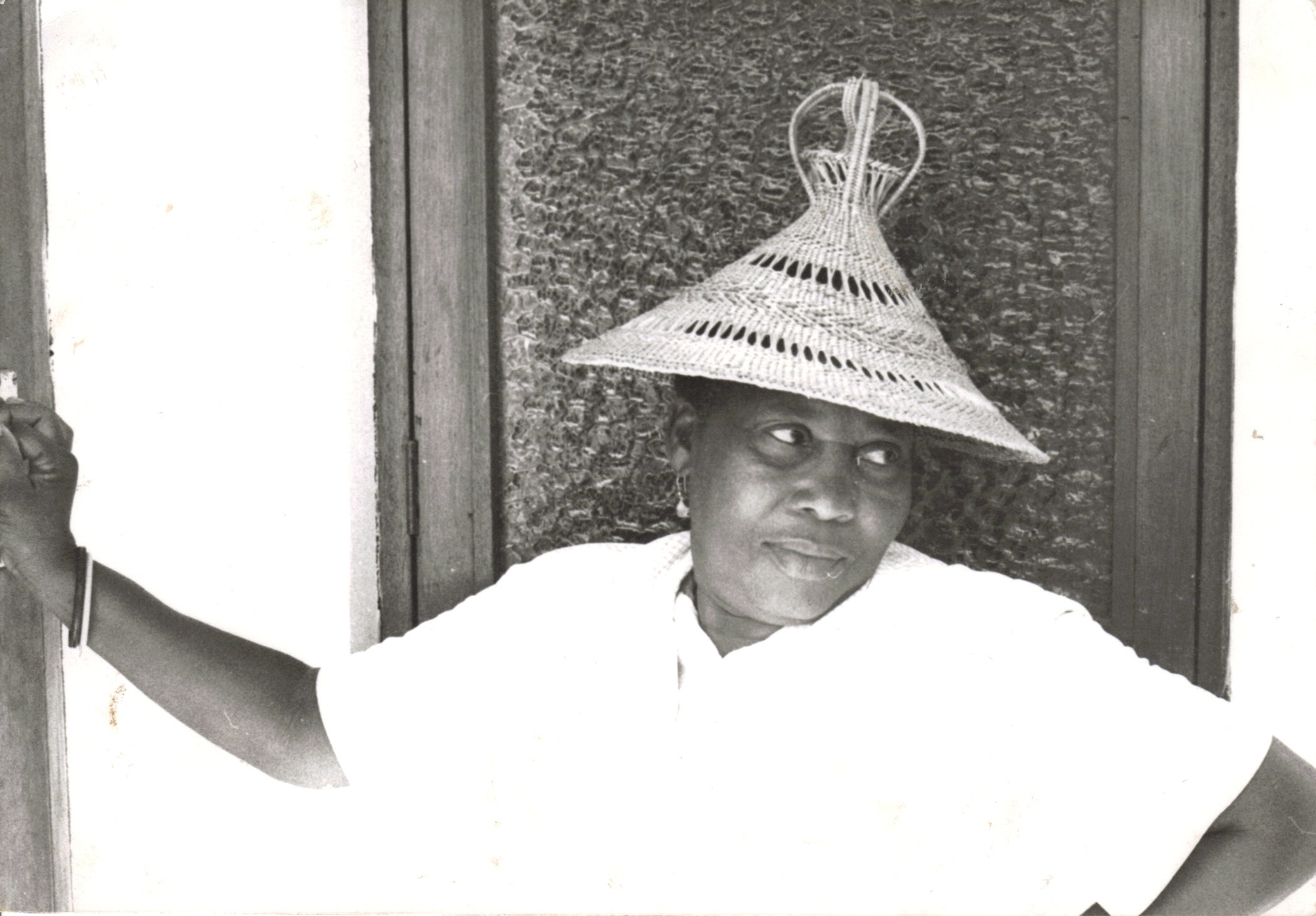
Žena s kloboukem mokorotlo
Vlajka Lesothského krále Poměr stran: 2:3

## Historie
Britský protektorát Basutsko (anglicky Basutoland), dnešní Lesotho, neužíval do vyhlášení nezávislosti žádnou oficiální vlajku. Užívala se britská vlajka a vlajka britského vysokého komisaře pro Basutsko, Bečuánsko (Botswana) a Svazijsko. Vlajku komisaře tvořila standardní britská vlajka s bílým kruhovým polem se zelenou vavřínovou girlandou uprostřed. V poli byla britská tudorovská koruna (od roku 1955 koruna svatého Eduarda) nad písmeny H.C. (Hight Commissioner). (není obrázek)
20. března 1952 byl zaveden britským královským dekretem znak Basutska. Zelený štít tohoto znaku (s krokodýlem přirozené barvy pod dvěma zlatými obilnými snopy, mezi kterými bylo zlaté rouno) v bílém, kruhovém poli se užíval jako vlajkový emblém (anglicky badge) na vlajce britského rezidenta-komisaře (zástupce vysokého komisaře) pro Basutsko. (není obrázek)
Není jasné, zda se užíval na modré služební vlajce (britská státní námořní vlajka). Zdroje uvádějí obě varianty, uvádí se také, že vlajka měla neoficiální charakter.

Britská vlajka v Lesothu (1884–1966) Poměr stran: 1:2
Neoficiální basutská vlajka (1952–1966) Poměr stran: 1:2

30. dubna 1965 získalo Basutsko vnitřní samosprávu a začaly se připravovat nové státní symboly. 4. října 1966 byla vyhlášena nezávislost státu na Spojeném království pod názvem Království Lesotho. Stejný den byla zavedena, a slavnostně vztyčena první vlajka (a státní znak), publikována již 30. září. Autorem vlajky byl architekt Peter Hancock. Jednalo se o modrý list se dvěma svislými pruhy v žerďové části (zelený a červený), širokými 1/10 délky listu a s bílou kresbou basutského klobouku „mokorotlo”. Barvy byly převzaty z vlajky Basutské národní strany (BNP) (čtyři vodorovné pruhy v barvách modrá, bílá, červená a zelená, klobouk měl být původně žlutý, měnil se, aby odpovídal barvám BNP). Modrá barva symbolizovala oblohu a déšť, bílá byla barvou míru, zelená symbolizovala zemi a červená víru. Klobouk byl symbolem míru a monarchie. Vlajka souhrnně vyjadřovala státní heslo Khotso, Pula, Nala (Mír, déšť, prosperita).
Po převratu v roce 1970 zůstaly státní symboly nezměněny.
Po dalším vojenském převratu v roce 1986 byla při příležitosti ročního výročí (v noci z 19. na 20. ledna 1987) zavedena a poprvé vztyčena nová podoba národní vlajky, jejímž autorem byl seržant Retelisitsoe Matete. Vlajka byla šikmo rozdělena modrým pruhem (širokým jednu třetinu šířky vlajky) na bílé, žerďové a zelené, vlající pole. V bílém poli byla umístěna světle hnědá silueta (břemeno) tradičního basutského štítu, podloženého oštěpem, válečnou palicí a obřadním náčelnickým žezlem, zdobeným pštrosím peřím. Plocha siluety zabírala pětinu plochy listu. Emblém symbolizoval obranu míru a blahobytu, bílá barva mír, modrá déšť a zelená prosperitu a hojnost. Vlajka tak nadále vyjadřovala i státní motto „Mír, déšť, prosperita”.

Lesothská vlajka (1966–1987) Poměr stran: 2:3
Vlajka Lesothského krále (1966–1987) Poměr stran: 2:3
Lesothská vlajka (1987–2006) Poměr stran: 2:3
Vlajka Lesothského krále (1987–2006) Poměr stran: 2:3

V roce 2002 zvítězil ve volbách Lesothský kongres pro demokracii, který začal usilovat o změnu vlajky. 6. června 2006 byly v parlamentu představeny čtyři návrhy. 19. září schválilo Zákonodárné shromáždění parlamentu Zákon o státní vlajce (poměrem hlasů 84:18). 27. září zákon potvrdil i senát. Vlajka, platná dodnes, byla poprvé vztyčena v noci ze 3. na 4. října 2006, u příležitosti 40. výročí nezávislosti země.